# ヴェネツィア県

ヴェネツィア県
Città metropolitana di Venezia

ヴェネツィア県（ヴェネツィアけん、イタリア語: Città metropolitana di Venezia）は、イタリア共和国ヴェネト州に属する県級行政区画。県都はヴェネツィア市。
法制上の位置づけは、2015年1月1日に従来の県（Provincia）から大都市圏（Città metropolitana）に移行した。
イタリア語版ウィキペディア等では廃止された Provincia di Venezia と新設された Città metropolitana di Venezia が別項目になっているが、便宜上双方を「ヴェネツィア県」として本項で扱う。

## 地理

### 位置・広がり
ヴェネト州の南部に位置し、アドリア海（ヴェネツィア湾）に面する。

#### 隣接する県
隣接する県は以下の通り。
- トレヴィーゾ県 - 北
- ポルデノーネ県（フリウリ＝ヴェネツィア・ジュリア州） - 北東
- ウーディネ県（フリウリ＝ヴェネツィア・ジュリア州） - 東

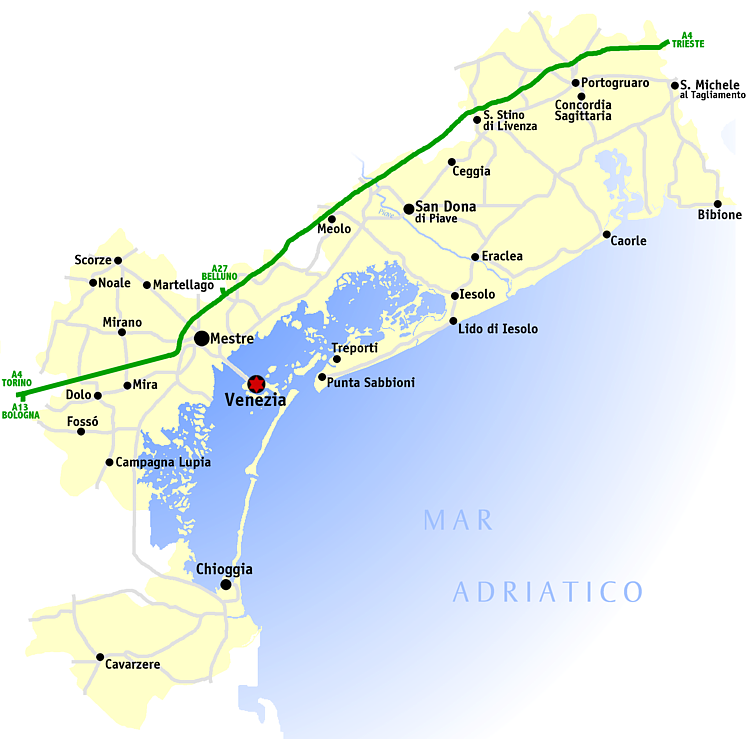
ヴェネツィア県概略図

- ロヴィーゴ県 - 南西
- パドヴァ県 - 西

### 県内の地域と主要な都市
人口1万人以上の都市・集落（Località abitata）は以下の通り（2001年国勢調査による）。（　）内は所属自治体名を示すが、都市・集落名と同一の場合は省いた。
- メストレ （ヴェネツィア市） - 144,464人
- ヴェネツィア - 57,673人
- キオッジャ - 44,361人
- ミーラ・ターリオ （ミーラ市） - 30,035人
- サン・ドナ・ディ・ピアーヴェ - 26,841人
- スピネーア＝オルニャノ （スピネーア市） - 21,887人
- リード （ヴェネツィア市） - 16,843人
- ポルトグルアーロ - 16,652人
- ミラーノ - 14,832人
- リード・ディ・イーゼロ （イェーゾロ） - 10,141人
- ノアーレ - 10,019人

- メストレ
- ヴェネツィア
- キオッジャ

## 行政区画
ヴェネツィア県には44のコムーネが属する。主要なコムーネ（人口上位10位）は下表の通り。左端の数字はISTATコードを示す。人口は2012年1月1日現在。
右の地図中の番号は、コムーネのISTATコード下3桁を示す。下表に掲げた主要なコムーネのうち、地図中に名称を記さなかったものについては、番号を太字で示した。
| コード | 自治体名                     | 人口    |
| ------ | ---------------------------- | ------- |
| 027042 | ヴェネツィア                 | 260,856 |
| 027008 | キオッジャ                   | 49,739  |
| 027033 | サン・ドナ・ディ・ピアーヴェ | 40,623  |
| 027023 | ミーラ                       | 38,561  |
| 027038 | スピネーア                   | 26,877  |
| 027024 | ミラーノ                     | 26,381  |
| 027029 | ポルトグルアーロ             | 25,062  |
| 027019 | イェーゾロ                   | 24,419  |
| 027021 | マルテッラーゴ               | 21,145  |
| 027037 | スコルツェ                   | 18,903  |